# Gunpowder, Treason & Plot
Gunpowder, Treason & Plot è una miniserie televisiva del 2004 diretta dal regista Gillies MacKinnon.

## Trama
Nel primo episodio viene affrontata la turbolenta storia del regno di Maria Stuarda, regina di Scozia, che dalla Francia torna alla sua patria natale, la Scozia, che durante la sua assenza si è convertita al calvinismo. A Maria si oppongono i lord protestanti del suo paese e la cugina Elisabetta, regina d'Inghilterra; la regina scozzese andando contro i desideri di tutti si risposa con Lord Darnley, il suo giovane cugino cattolico. Quest'ultimo si rivela violento e altezzoso e insieme ai nobili protestanti, organizza un attentato al segretario della moglie, Davide Rizzio, che viene ucciso davanti ai suoi occhi. Il conte di Bothwell, uomo risoluto e dalla tempra forte, organizza un'esplosione nella quale viene ucciso il re; in seguito sposa Maria, della quale è innamorato. Al loro matrimonio si oppongono i lord, che infine riescono a imprigionare la regina.

Il secondo episodio tratta del figlio di Maria, Giacomo VI di Scozia, che alla morte di Elisabetta I sale al trono come Giacomo I d'Inghilterra. Guy Fawkes, un cospiratore cattolico, vorrebbe restaurare la fede romana facendo saltare in aria la casa del Parlamento con il re al suo interno. L'attentato, denominato congiura delle polveri, viene però sventato.